# Edi Rama
Edvin (Edi) Kristaq Rama ([ɛdi ɾama]; Tirana, 4 juli 1964) is een Albanees politicus en sinds 2013 de premier van Albanië. Sinds 2005 is hij voorzitter van de Socialistische Partij van Albanië (PS), een sociaaldemocratische partij. Van 2000 tot 2011 was hij burgemeester van Tirana. Rama is tevens kunstschilder.
Rama kwam wereldwijd in de belangstelling toen hij in december 2004 tot World Mayor werd verkozen.

## Politieke loopbaan

### Burgemeester van Tirana
Rama werd in 2000 verkozen tot burgemeester van de Albanese hoofdstad Tirana. Hij werd nadien nog tweemaal herkozen en bekleedde dit ambt tot juli 2011.
Rama wilde af van de communistische appartementsblokken in zijn stad en liet daarom een groot aantal gebouwen in felle kleuren als paars, groen, geel en oranje schilderen. Ook heeft hij in Tirana bijna 1800 bomen laten aanplanten, op 96.700 m² aan nieuwe groene zones. Dit leverde hem reeds de kritiek op dat hij te veel met het esthetische of aangename bezig was in plaats van ernstiger problemen zoals het aanpakken van problemen met de elektriciteits- en watervoorziening.

### Nationale politiek
Rama was van oktober 1998 tot oktober 2000 minister van Cultuur, Jeugd en Sport in de Albanese regering. Hij diende onder de premiers Pandeli Majko en Ilir Meta. In 2005 werd hij verkozen tot partijleider van de PS en voerde in die hoedanigheid oppositie tegen de centrumrechtse Democratische Partij (PD) van Sali Berisha, die tussen 2005 en 2013 premier van Albanië was.
Bij de parlementsverkiezingen van 2013 was hij de kopman van de centrumlinkse coalitie Alliantie voor een Europees Albanië, waarvan de PS veruit de belangrijkste component was. Zijn partij behaalde met ruim 40% een klinkende overwinning. Hij nam vervolgens de verantwoordelijkheid op de uitvoerende macht aan te sturen en werd premier van Albanië. Zijn eerste kabinet betrof een coalitie met de Socialistische Beweging voor Integratie.
Bij de verkiezingen van 2017 veroverde Rama's partij een absolute meerderheid en slaagde hij erin zijn mandaat als premier te verlengen. Van 21 januari 2019 tot en met 31 december 2020 cumuleerde hij zijn mandaat van premier met dit van minister van Buitenlandse Zaken van Albanië. Bij de parlementsverkiezingen van april 2021 behield de PS haar meerderheid, waarmee Rama herkozen werd voor een derde termijn als premier.

## Schilderkunst
Rama exposeerde zijn schilderkunst reeds in Duitsland, Frankrijk, Brazilië en de Verenigde Staten. In 2009 bracht hij een boek uit met notities en schilderijen, genaamd Edi Rama.